# Barnstaple
Barnstaple (engelskt uttal: [ˈbɑːrnstəbəl] eller [ˈbɑːrnstəpəl] lyssna (fil)) är en stad och civil parish i grevskapet Devon i sydvästra England. Staden ligger i distriktet North Devon vid floden Taw, 55 kilometer nordväst om Exeter. Tätorten (built-up area) hade 31 616 invånare vid folkräkningen år 2011.

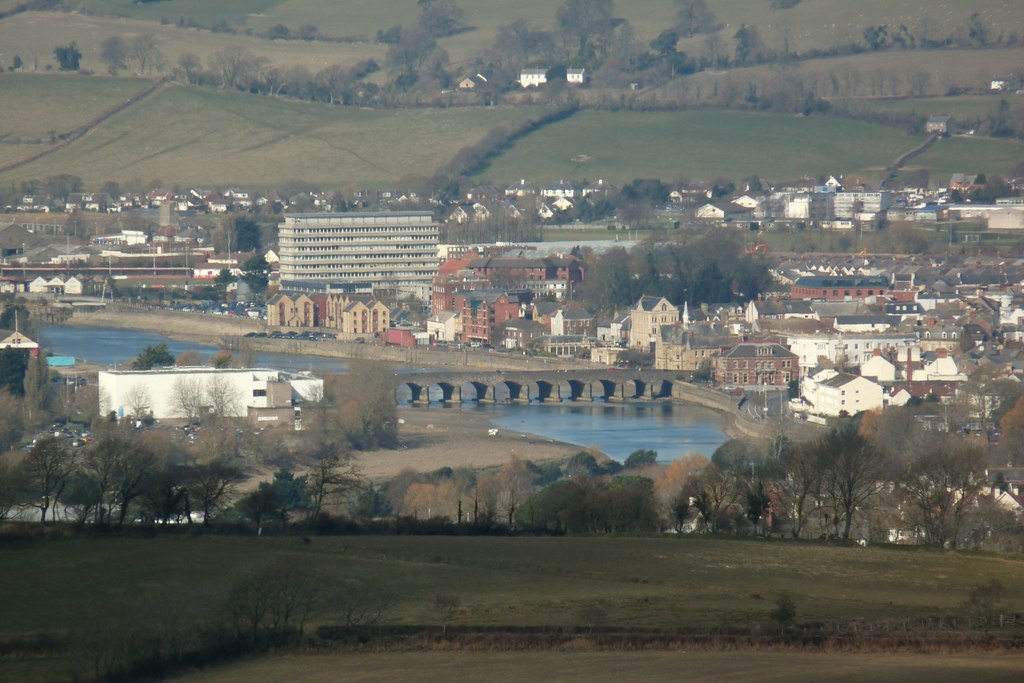
Barnstaple
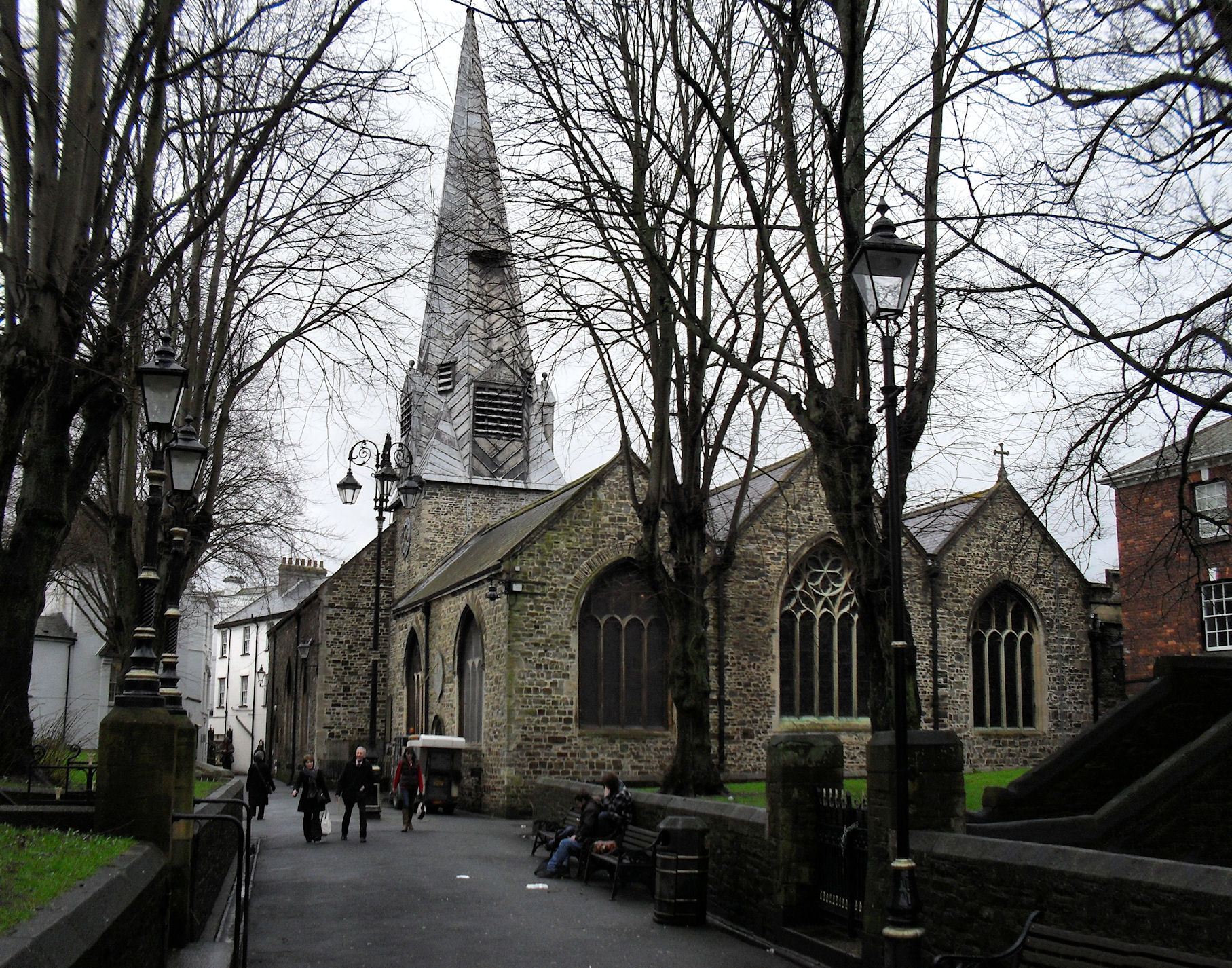
Saint Peter's Church, Barnstaple